# Maria Peskoller
Maria Peskoller geborene Greil (* 5. Dezember 1902 in Görtschach, Gemeinde Dölsach; † 23. Dezember 1944 in Graz) war eine österreichische kommunistische Widerstandskämpferin und Opfer der NS-Justiz.

## Leben
Maria Greil war die Tochter einer Bauernfamilie aus Görtschach und arbeitete als Köchin an verschiedenen Tiroler Arbeitsstellen. Im Juli 1928 heiratete sie den Eisenbahner Josef Peskoller und hatte mit ihm die beiden Töchter Helga, geboren 1928 und Roswitha, geboren 1932. Im gleichen Jahr zog die Familie von Lienz nach Villach. Ihr Ehemann war seit seiner Jugend SPÖ-Mitglied und wurde 1934 wegen seiner Teilnahme am Februaraufstand auf der Seite des republikanischen Schutzbundes zu drei Monaten Haft verurteilt und in einen „zeitlich begrenzten Ruhestand“ versetzt. Er wurde 1934 Mitglied der KPÖ und wegen illegaler kommunistischer Aktivitäten 1935/1936 zu einer achtmonatigen Haftstrafe im Anhaltelager Wöllersdorf verurteilt. Im Juni 1940 wurde Josef Peskoller wegen Vorbereitung „hochverräterischer Unternehmen“ und „Beeinflussung der Massen“ in Villach erneut verhaftet und im Februar 1942 zu einer zwanzigmonatigen Haftstrafe verurteilt. Im Sommer 1944 war er erneut Opfer einer Gestapo-Verhaftungswelle und blieb bis Kriegsende in Klagenfurt in Haft. Während dieser Zeit musste Maria Peskoller mit Haushalts- und Schneiderarbeiten die Existenz ihrer Familie sichern und begann ab 1942, Kontakte zum weit verzweigten Kärntner Widerstandsnetz aufzubauen. Dieses bestand unter anderem in Bunkern im Wald in der Gegend um Villach lebenden Partisanen aus Slowenien und Leoben-Donawitz unter der Führung von Max Muchitsch sowie entflohenen Zwangsarbeiter, Wehrmachtsdeserteuren, Kriegsdienstverweigerern und Widerstandsgruppen der Deutschen Reichsbahn. Unter ihrem Decknamen „Anna“ sorgte sie zusammen mit anderen Genossinnen aus Villach und Umgebung wie Rosa Eberhard, Margarete Jessernigg, Valentin Clementin, Maria Jenne und Milan Jelič für die Kommunikation unter den verschiedenen Gruppen und die Weitergabe politisch relevanter Informationen und Flugblätter.
Am 11. November 1944 wurde Maria Peskoller mit ihren Töchtern Helga und Roswitha verhaftet und in das Gestapo-Gefängnis in Villach gebracht; ihre Tochter Roswitha wurde kurze Zeit später wieder entlassen. Maria Peskoller und ihre Tochter Helga wurden einige Zeit später in das Landesgerichtsgefängnis nach Klagenfurt überstellt. Am 17. und 18. November 1944 wurden ihr und einigen Partisanen vom Volksgerichtshof unter dem Vorsitzenden Roland Freisler der Prozess gemacht und die Angeklagten am 21. Dezember 1944 zum Tod verurteilt. In der Urteilsbegründung heißt es:
„Josef Ribitsch, Heinrich Brunner und Erich Ranacher haben als Bunkergemeinschaft kommunistischer Deserteurbanditen die ehrlich arbeitende Bevölkerung zusammen mit ausländischen Arbeitern raubend terrorisiert und auch das Leben eines anständigen Landwachtmannes auf dem Gewissen. Valentin Clementin und Milan Jelič haben ihnen Waffen und Munition geliefert. Frau Maria Peskoller Frau Margarete Jessernigg und Frau Rosa Eberhard gaben ihnen die Basis in der Bevölkerung, ohne die sie ihr Verräterleben nicht hätten führen können. Frau Peskoller und Frau Jessernigg ließen sie immer wieder bei sich schlafen, führten ihnen ausländische Arbeiter zu und halfen ihnen auch sonst. Sie alle haben sich dadurch volksverräterisch zu Handlangern unserer Kriegsfeinde gemacht. Für immer ehrlos werden sie mit dem Tod bestraft.“
In ihrem Abschiedsbrief am Tage ihrer Hinrichtung schrieb Maria Peskoller:
„Mein lieber Mann und Kinder!
Jetzt muß ich Euch benachrichtigen, daß mein Todesurteil vollstreckt wird. Bitte schau mir auf die Kinder, daß aus die Kinder anständige Menschen werden. Der letzte Gedanke ist bei Euch. Wie ich mich mit Helga verabschiedete, hab ich mir das nicht gedacht. Von dir Sepp konnte ich mich nicht mehr verabschieden. Ich habe nichts verbrochen, habe als anständige Mutter gelebt und auf die Kinder und auf Dich geschaut. Wenn ich von meinem Leben mehr gehabt hätte. [...] Ich schreibe auch meinen Leuten zum Greil. Meine liebsten Kinder! Heute schreibe ich Euch die letzten Zeilen. Wir müssen uns für immer trennen. Ihr wißt ja wie ich zu Euch war, immer das beste, ich bitte Euch noch mal werdet anständige Menschen, so wie ich es war. Kinder hilft zusammen und tut ja nie zanken. Geht zusammen sobald die Helga heimkommt. [...] Also meine Lieben alle, jetzt geht der Brief zu Ende, auch mein Leben. Mein liebster Sepp, Helga und Roswitha viele 1000 Bussi, meinem Mann viele viele 1000 Bussi und Grüße an meine Kinder.“
Maria Peskoller wurde am 23. Dezember 1944 im Landesgericht Graz hingerichtet und ihre sterblichen Überreste in einem anonymen Grab im Grazer Zentralfriedhof beerdigt.

## Gedenken

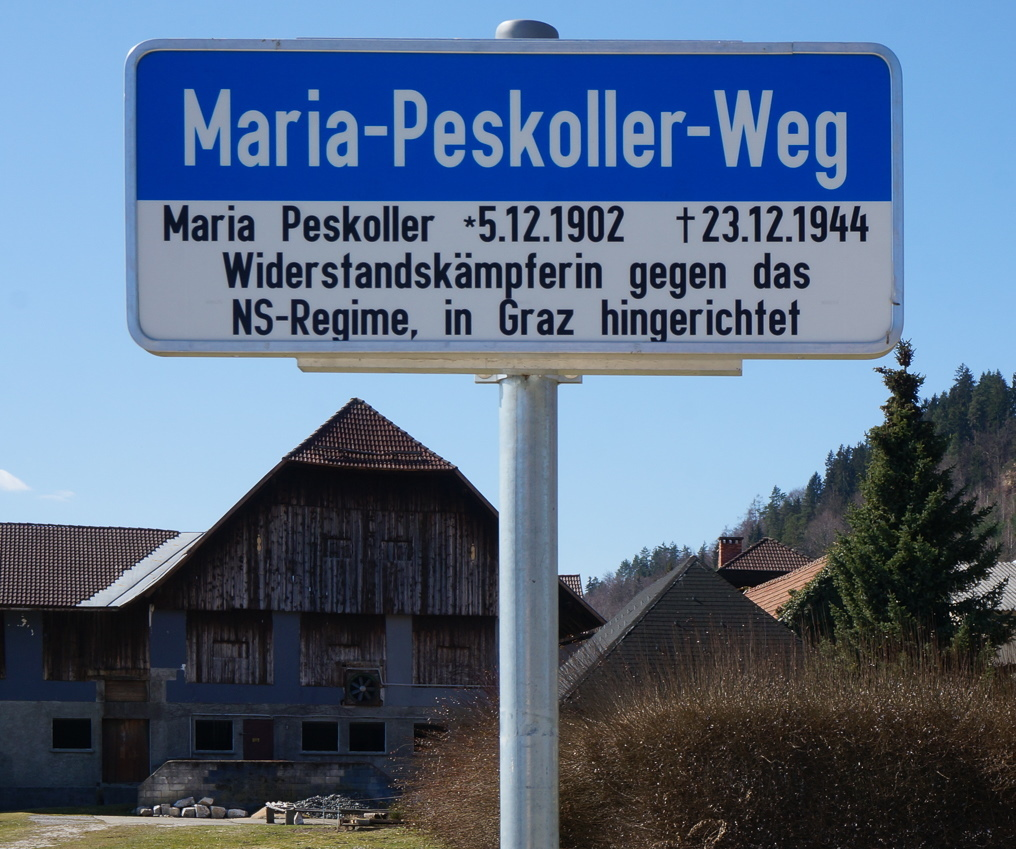
Maria-Peskoller-Weg in Villach - St. Ruprecht, Kärnten

Auf der westlichen Seite des Befreiungsdenkmals in Innsbruck ist ihr Name eingraviert. 1973 wurde das Kinderland-Ferienheim am Gösselsdorfer See in Kärnten nach ihr benannt.
1999 wurde vom Verein „Erinnern Villach“ ein Denkmal für die NS-Opfer des Bezirks Villach enthüllt, darunter auch Maria Peskoller. Die Glastafeln des Denkmals wurden bisher mindestens 17 Mal mutwillig zerstört und mussten jedes Mal erneuert werden.
Im Dokumentarfilm Wilde Minze von Jenny Gand und Lisa Rettl aus dem Jahr 2009 erinnert sich ihre Tochter Helga Emperger an Maria Peskoller.
2013 wurde vor dem Landesgericht Kärnten in Klagenfurt ein Denkmal aus einem 2,30 Meter hohen Serpentinstein errichtet, der ein Fallbeil darstellen soll, darunter auch der Name von Maria Peskoller.
Am 1. November 2014 wurde im ehemaligen Hinrichtungsraum der Justizanstalt Graz die ursprünglichen Tafel mit fehlerhaften Inschriften gegen eine neue, um zahlreiche Personen erweiterte Tafel ausgetauscht. Auf der neuen Tafel ist der Name von Maria Peskoller eingraviert.
2019 wurde auf Initiative der Villacher Bürgermeisters Günther Albel die Benennung einer Straße im Villacher Stadtteil St. Ruprecht vom Gemeinderat einstimmig beschlossen. Die Straße wurde am 18. Januar 2020 enthüllt.
Im Herbst 2022 wurde durch den Verein „Erinnern Villach“ ein Park am Ende des Mangartweges in Villach nach ihr benannt.